# Ūrītskīy Aūdany
Ūrītskīy Aūdany är ett distrikt i Kazakstan.   Det ligger i oblystet Qostanaj, i den norra delen av landet, 500 km nordväst om huvudstaden Astana.